# Ješek
Ješek je mužské křestní jméno odvozené od jména Jan, nebo německého Johann. V dnešní době již není tak často užívané, roku 2008 se narodil poslední nositel tohoto jména (k roku 2016).

## Příjmení
Ješek, jako příjmení, má i variantu Ježek, které je v Česku relativně časté (k roku 2018 bylo 8 955 evidovaných osob). Ježek však může být i apelativum, nebo podle domovního znamení či přisuzovaných vlastností.

## Význam
Stejně jako Jan nebo Johann je hebrejského původu, znamenající Hospodin je milostivý.

## Nositelé jména
- Jan Ješek Ptáček z Pirkštejna - moravský šlechtic, pán Sloupu v Čechách, Polné a Ratají nad Sázavou.
- Ješek Kropáč z Holštejna - moravský šlechtic, zakladatel větve Kropáčů z Holštejna.
- Jan (Ješek) z Falkenštejna - syn královny vdovy Kunhuty Uherské, účastník křížové výpravy do Litvy.
- Ješek z Brtnice - markraběcí leník Stonařova a novohradský purkrabí u Znojma.